# Philistina vollenhoveni
Philistina vollenhoveni är en skalbaggsart som beskrevs av Mohnike 1871. Philistina vollenhoveni ingår i släktet Philistina och familjen Cetoniidae. Inga underarter finns listade i Catalogue of Life.